# 也门共和国卫队
也门共和国卫队（阿拉伯语：‎）是也门军队的精英部队。最高指挥官是前总统阿里·阿卜杜拉·萨利赫的儿子艾哈迈德·萨利赫。在2011年也门起义中，共和国卫队支持萨利赫政府。共和國衛隊是薩利赫政權賴以維持統治的主要力量，是也門武裝部隊中裝備和訓練最優良的部隊。

## 历史
1964年，原阿拉伯也门共和国政府仿照埃及共和国卫队的模式，成立了也门国民警卫队，其职责为保卫首都萨那免受内部威胁。国民警卫队由埃及和苏联的军事顾问负责训练。
1978年，萨利赫就任北也门总统后，将也门国民警卫队更名为也门共和国卫队。1990年也门统一后，也门共和国卫队又吸收了部分来自南也门的军事精英，卫队实力大有加强。

## 在2011—2012年也门革命中作用
2011年10月15日，也门阿拉伯通訊社引用叛逃的阿里·穆赫辛·艾哈迈尔将军的话说，共和国卫队和其它安全部队7000多成员叛逃到也门反对派阵营。
11月21日，反政府武装冲进位于萨那东北部70公里的小镇尼赫姆、屬於共和国卫队第63山地步兵旅的一個兵營，忠於薩利赫政權的戰機對反政府势力进行了报复性空襲。

## 衝突與重組
虽然共和国卫队在萨利赫統治期間被视为也门军队中最忠心的部队之一，但由于共和國衛隊中有許多軍官是萨利赫的支持者，故一直不为萨利赫的继任者所信任。这导致在萨利赫的支持者和支持新政府的部队之间经常发生冲突。
继任总统哈迪试图撤换共和国卫队第3旅的领导人塔里克·穆罕默德·阿卜杜拉·萨利赫，萨利赫率部发动叛乱，后该旅被共和国卫队其他部队成功地解除了武装。 
另外，第62旅旅长穆拉德·阿瓦布·阿里准将被忠于前总统萨利赫的士兵绑架，后来在部落官员担保下，才被释放。
2012年8月初，总统哈迪宣布重组共和国卫队，并从也门武装部队中抽調大批士兵進入共和国卫队，建立总统直接控制下的全新的共和國衛隊。
针对这些重组企图，共和国卫队的200名武装人员在国防部外举行抗议，导致不得不部署军队，因为担心武装抗议者可能试图冲入大楼。
据报道，萨利赫死后，共和国卫队开始与胡塞武装战斗，占领了胡达赫市的许多地区。也门共和国卫队和中央安全部队组成了“共和国守护者”，这是艾哈迈德·萨利赫的私人军队。据报他们是作战经验丰富的老兵，也是沙特阿拉伯在也门的盟友军队中装备和训练最好的部队。

## 组织
共和国卫队由20个旅组成：
- 第1旅（特别卫队）
- 第1炮兵旅
- 第2个山地步兵旅
- 第3山地步兵旅
- 第3装甲旅
- 第4旅
- 第7步兵旅
- 第九机械化步兵旅
- 第14装甲旅
- 第22装甲旅
- 第26旅
- 第33装甲旅
- 第55旅
- 第61旅
- 第62山地步兵旅
- 第63机械化步兵旅
- 第72步兵旅
- 第83旅
- 第101山地步兵旅
- 第102山地步兵旅

## 各国对应机构
- 叙利亚共和国卫队（已于2024年解散）
- 伊拉克共和国卫队（已于2003年解散）
- 伊朗伊斯兰革命卫队